# أحمد منصور (ناشط حقوقي)
أحمد منصور من مواليد 1969 في إمارة رأس الخيمة، هو مهندس وشاعر وناشط حقوقي من المدافعين عن حقوق الإنسان، حصل عام 2016 على جائزة مارتن إينالز. في 2011 قامت السلطات الإماراتية باعتقال منصور وأدين بتهمة "إهانة كبار مسؤولي الدولة"، وحكم عليه بالسجن لمدة 3 سنوات، ولكن افرج عنه بعد 8 أشهر.  واعتقل منصور مرة أخرى في مارس 2017 واتهم بالترويج لأجندة طائفية تحض على الكراهية وتمت تبرأته من تهم تتعلق بالإرهاب بحسب صحيفة ذا ناشيونال الإماراتية، وفي مايو 2018 ذكرت صحيفة ذا ناشيونال الإماراتية أن منصور حكم عليه بالسجن لمدة 10 سنوات وغرامة مالية قدرها مليون درهم إماراتي بتهمة التشهير بحكومة الإمارات على شبكات التواصل الاجتماعي.